# Lomont
Lomont település Franciaországban, Haute-Saône megyében. Lakosainak száma 479 fő (2022. január 1.). Lomont Magny-Jobert, Belverne, Clairegoutte, Courmont, Faymont, Frédéric-Fontaine, Lyoffans, Mignavillers és Moffans-et-Vacheresse községekkel határos.

## Népesség
A település népességének változása:
| Lakosok száma | 405  | 436  | 446  | 443  | 452  | 460  | 469  | 474  | 479  |
|               | 2013 | 2015 | 2016 | 2017 | 2018 | 2019 | 2020 | 2021 | 2022 |